# 萬綺雯
萬綺雯（英語：Joey Meng Yee Man，1970年10月2日—），香港出生，籍貫上海，香港女演員，1989年因參選亞洲小姐奪得亞軍而加入亞洲電視，成為亞洲電視當家花旦之一，更被媒體譽為「亞視一姐」。後於2012年以部頭合約身份加入無綫電視（TVB），成為無綫電視女藝員。2020年3月，萬約滿後與無綫結束8年賓主關係，其後移居至中國內地，在浙江省莫干山办民宿生意。

## 個人經歷
萬綺雯出生於香港，童年時代的她分別在牛頭角上邨第九座和新界元朗長大；曾就讀閩僑小學，在校時是班長。後來1982年畢業於鐘聲學校上午校，中學時代則畢業於中華基督教會基元中學。童年的她成長于不太美滿的家庭，在小學時期，父母感情就不好，父親性格暴躁，還整天向媽媽發脾氣。待到爸爸不在家時，氣氛尚融洽。爸爸只要一回來，她和媽媽便各自回房，整個晚上人人都一聲不吭各做各的。那時的她经常就在心裡對自己說，長大后一定要讓母親快樂，并要自己建一個美滿的安樂窩，18歲那年，她的父母正式離婚。

## 演藝經歷

### 入行途徑
萬綺雯中學畢業後，在一家婚紗店工作，由於外形出色及身材高挑，順勢做了婚紗店的兼職模特，拍了不少婚紗照作為廣告照。適逢1989年亞洲小姐招募在即，萬綺雯的廣告照被亞洲電視員工看到，力邀萬綺雯參賽，並告知該屆亞姐將會到希臘拍外景，從未出國的萬綺雯，因為想體驗坐飛機的感覺而報名參加比賽。最終，在1989年亞洲小姐競選決賽中以大熱姿態勇奪亞軍。

### 1989-2004年：亞洲電視
亞姐選美結束後，萬綺雯正式簽約成為亞洲電視成為旗下藝員，正式入行。同年開始拍攝亞視電視劇。出道作為《司機大佬》，擔任第二女主角，甫出道即成為亞視力捧的對象。
1990年，於《藍月亮》中首度擔正第一女主角。同年亞視開始改革，考慮將年輕的女藝員捧上一線花旦之位。而萬綺雯有幸成為亞視力捧成為一線的女藝員，當年萬綺雯以20歲之齡與關詠荷、伍詠薇及翁虹成為當時亞視炙手可熱的一線女演員。自此，她在《大提琴與點38》、《勝者為王》都以第一女主角的身份亮相熒幕前。
1995年，出演重頭劇精武門第一女主角武田由美；1996年，出演重頭劇《我和春天有個約會》中的藍鳳萍，該兩部劇令萬綺雯在中國大陸、台灣等地區開始走紅，亦成為萬綺雯的經典代表作。
1998年於劇集《我和殭屍有個約會》中飾演馬小玲一角，萬綺雯將馬小玲一角演得活靈活現，淋漓盡致，成功贏盡許多觀眾的心。其後她憑此劇在亞視頒獎禮當中以大熱姿態勇奪「亞視最佳女主角」，成為「亞視視后」，因而奠定其在視壇的地位，演藝事業更達到最高峰。同年不少一線花旦紛紛離巢，自此萬綺雯成為「亞視一姐」。《我和殭屍有個約會》後來總共推出了三輯，馬小玲一角成了萬綺雯在亞視生涯的巔峰代表角色，到了二十一世紀，馬小玲仍是觀眾心中無法磨滅的最喜愛角色。
2004年由於亞視虧損累累減少劇集製作而離開亞視，與亞視結束與15年之賓主關係，《爸爸兩邊走》為其在亞視的告別作。2007年她以外援形式回巢拍攝《法網群英》，與昔日亞視一姐陳秀雯合作而備受關注。2007年拍畢《法網群英》後再加上亞視沒再製作電視劇而半隱退娛樂圈，全面減產，期間只偶爾參演電影及舞台劇。2012年3月，自離開亞洲電視後接近8年再稱戲癮復發因而加盟無綫電視（TVB）。

### 2012-2020年：無綫電視
2012年3月，亞洲電視約滿後翌年轉投無綫電視，並於同年6月開始拍攝首部無綫劇集。2013年萬綺雯加盟無綫的首部電視作品《老表，你好嘢》播出，此劇更成為年度收視排名第二的電視劇，僅次於《衝上雲霄II》；而萬綺雯在劇中的表現更深受網民及觀眾喜愛，於劇中時時露出42吋美腿而再度引人關注。其後在《好心作怪》與苗僑偉首度合作，並首度挑戰大反派，演技被網民稱讚非常出色，成功將工於心計的唐善行一角演得活靈活現。其後萬綺雯在《萬千星輝頒獎典禮2013》中憑籍《老表，你好嘢》的易雪飛一角入圍最受歡迎電視女角色；亦憑藉《好心作怪》唐善行一角入圍最佳女主角。同年開拍新劇《食為奴》。
2014年為萬綺雯較為多產的一年，除2013年拍攝完畢的《食為奴》外，更接拍了新劇《老表，你好hea！》及《八卦神探》，都是同一年播出，其中《老表，你好hea！》更成為當年的台慶劇，該劇是萬綺雯加盟無綫電視後首部台慶劇。其後憑《食為奴》紀慕雪一角，在《萬千星輝頒獎典禮2014》中獲提名入圍最佳女主角。
2015年開始減產，憑《東坡家事》王閏之一角，在《萬千星輝頒獎典禮2015》中獲提名入圍最佳女主角，該劇亦是萬綺雯在無綫電視的第二套台慶劇。
2016年5月完成新劇《致命復活》拍攝後，明言喜歡自由，基本上一年只會拍一劇。《致命復活》播出後，讓萬綺雯成了連續三年的台慶劇第一女主角。同年11月，因要與馬浚偉演出舞台劇《偶然•徐志摩》而辭演老表系列第三輯《老表，畢業喇！》。
2019年5月，與歐陽震華透露，10月份會與萬綺雯合作新劇《伙記辦大事》。至2020年3月中正式宣佈選擇離巢，結束與無綫電視8年之賓主關係，故該劇亦同時成為萬綺雯在無綫之最後作品。

## 感情生活
1991年拍《大提琴與點三八》時，萬綺雯與呂頌賢開始拍拖，那時他們都還是年紀還小，喜歡玩吵架，吵著吵著就分手了，后來又分分合合了幾次，中間大約都有兩三年。
1995年，萬綺雯和甄子丹因《精武門》結緣。網傳當年亞視臺慶，甄向萬下跪求愛，萬感動說今生非子丹不嫁，但萬綺雯近年於訪談中否認，表示甄子丹只有獻花，自己也沒說過非他不嫁。1999年因性格不合、聚少離多而分手。
1999年拍完《我和殭屍有個約會II》之后，她就遇到了現在的丈夫陳十三，二人於《殭2》慶功宴后才開始約會。並於四個月后到拉斯維加斯結婚。
萬綺雯與丈夫陳十三為亞視節目《電視風云50年》錄像，同場還有當年合作過劇集《我和僵尸有個約會》的“僵尸仔”張國權，眼見張國權已長大成人，萬綺雯忍不住開玩笑叫張國權供養她。與陳十三結婚多年，萬綺雯坦言甚享受二人世界，故暫未有生育計畫，他們亦剛遷往西貢新居。

## 演出作品

### 電視劇（亞洲電視）
| 首播   | 劇名                           | 角色                 |
| 1989年 | 司機大佬                       | 方小玉（Hidy）       |
| 1990年 | 藍月亮                         | 姚慧芝（Michelle）   |
| 1990年 | 代代平安                       | 李永蘭               |
| 1991年 | 大提琴與點38（又名：黑幫輓歌） | 朱藍藍               |
| 1991年 | 勝者為王                       | 張家慧               |
| 1991年 | 過界時代                       | 莫紀文               |
| 1992年 | 點解阿sir係隻鬼                | 汪家玲               |
| 1992年 | 伯虎為卿狂                     | 八 妻/邱德蘭         |
| 1992年 | 龍在江湖                       | 方 霏（Phoebe）      |
| 1992年 | 勝者為王II之天下無敵           | 張家慧               |
| 1993年 | 賭神秘笈                       | 李 敏                |
| 1993年 | 點解阿sir係隻鬼II              | 汪家玲               |
| 1993年 | 槍神                           | 敖 明                |
| 1993年 | 勝者為王III之王者之戰          | 郭靜蓉               |
| 1994年 | 碧血青天珍珠旗                 | 顧小憐               |
| 1994年 | 郎心如鐵（又名：失落真心）     | 唐敏明               |
| 1995年 | 城中姐妹花2之子夜情人          | BoBo                 |
| 1995年 | 精武門                         | 武田由美             |
| 1995年 | 新包青天之霧鎖開封             | 上官虹               |
| 1996年 | 我和春天有個約會               | 藍鳳萍               |
| 1996年 | 飄零燕                         | 葉寶燕 (成年)        |
| 1997年 | 97變色龍                       | 何雪兒               |
| 1998年 | 呆佬賀壽                       | 蘇鳳妮               |
| 1998年 | 我和殭屍有個約會               | 馬小玲/馬丹娜        |
| 1999年 | 我和殭屍有個約會II             | 馬小玲/馬靈兒/馬丹娜 |
| 2002年 | 吉祥任務                       | 戴詩馨               |
| 2003年 | 萬家燈火                       | 高 麗                |
| 2004年 | 我和殭屍有個約會III之永恆國度  | 馬小玲               |
| 2004年 | 爸爸兩邊走                     | 常 萍                |
| 2010年 | 法網群英                       | 蒙至善（Queenie）    |

### 電視劇（無綫電視）
| 首播   | 劇名            | 角色   |
| 2013年 | 老表, 你好嘢!   | 易雪飛 |
| 2013年 | 好心作怪        | 唐善行 |
| 2014年 | 食為奴          | 紀慕雪 |
| 2014年 | 老表，你好hea！ | 齊靜雯 |
| 2014年 | 八卦神探        | 車季菲 |
| 2015年 | 東坡家事        | 王閏之 |
| 2016年 | 致命復活        | 阮喬   |
| 2021年 | 伙記辦大事      | 徐曦怡 |

### 電視電影（亞洲電視）
| 年份   | 片名               | 角色   |
| 1991年 | 香港奇案之霧夜屠夫 | 施潔芳 |
| 1991年 | 香港奇案之黑錢年代 | 阿琪   |

### 綜藝節目（亞洲電視）
| 年份   | 節目名稱                                        |
| 1989年 | 亞視煙花照萬家                                  |
| 1990年 | 亞姐競選決賽（頒獎嘉賓）                        |
| 1990年 | 亞視台慶夜〈創業獻光華〉（主持）                |
| 1990年 | 香港美少女大賽（主持）                          |
| 1990年 | 十載仁愛遍香江                                  |
| 1991年 | 亞姐決賽（表演嘉賓）                            |
| 1991年 | 眾志成城為公益                                  |
| 1992年 | 年穿梭世界樂同遊                                |
| 1992年 | 亞視台慶夜大型歌舞                              |
| 1993年 | 亞視台慶夜 - 壁虎神功                           |
| 1993年 | 亞姐決賽（表演嘉賓）                            |
| 1993年 | 「乜都有」系列                                  |
| 1994年 | 方太生活廣場 - 敘美一刻                         |
| 1996年 | 今日睇真D之特別節目                             |
| 1997年 | 萬眾同心大匯演                                  |
| 1998年 | 亞視台慶色香味 - 比廚藝                         |
| 2002年 | 今日睇真D                                       |
| 2006年 | 好來屋之萬綺雯                                  |
| 2006年 | 大明星突襲小廚房萬綺雯                          |
| 2008年 | 亞姐決賽表演嘉賓 - 迷城俏嬌娃                   |
| 2008年 | 齊心抗天災-祝福音樂會（帶領現場全體表演者誦經） |
| 2008年 | 送愛到四川（嘉賓主持）                          |
| 2008年 | 選美風雲50年（嘉賓）                            |
| 2009年 | 新春金牛行大運（主持）                          |
| 2009年 | 康熙來了aTV                                     |
| 2010年 | 財神到                                          |
| 2010年 | Cooking 媽嫲                                    |

### 綜藝節目（無綫電視）
| 年份   | 節目名稱                                                                                |
| 2012年 | 今日VIP（7月24日）                                                                      |
| 2013年 | 今日VIP（1月30日 與王祖藍）及 （3月19、29日《食為奴》及《好心作怪》香港國際影視展訪問） |
| 2013年 | May姐有請（第二輯）（第5集）                                                            |
| 2013年 | 街頭魔法王(11月9日 當嘉賓主持 主題：甄澤權海上表演凌空懸浮)                             |
| 2014年 | 今日VIP（3月25日《老表，你好hea！》香港國際影視展訪問）                                 |
| 2015年 | 今晚睇李（第11、17、31集）                                                              |
| 2015年 | 今日VIP（10月26日 與歐陽震華）                                                          |
| 2015年 | 一綫娛樂（與《東坡家事》演員）                                                          |
| 2016年 | 今日VIP（10月5日 與羅敏莊）                                                             |

### 電影
| 年份   | 片名                           | 角色     |
| 1990年 | 《Beyond日記之莫欺少年窮》     | 交通女警 |
| 1993年 | 《情迷特警》                   | 阿美     |
| 1994年 | 《白髮魔女2》                  | 虞琴     |
| 1995年 | 《慈雲山十三太保》             | 小妹     |
| 1999年 | 《龍在邊緣》                   | 昭昭     |
| 1999年 | 《賭命千王》                   | 雯雯     |
| 2000年 | 《炭燒凶咒》                   | 家寶     |
| 2000年 | 《屍前想後》                   | 萬雯雯   |
| 2000年 | 《改正歸邪》                   | OK姐     |
| 2000年 | 《山村老屍2之色之惡鬼》        | 藍精靈   |
| 2000年 | 《浪漫鎗聲》                   | 余情     |
| 2000年 | 《陰風耳》                     | fanny    |
| 2000年 | 《趕屍先生》又名：《僵屍國度》 | 金田一   |
| 2001年 | 《淚眼殺星之八佰龍兵團》       | 夢       |
| 2002年 | 《麻煩三角錯》                 | 陳惠     |
| 2004年 | 《精武真英雄》                 | 王鳳     |
| 2009年 | 《得閒炒飯》                   | Eleanor  |
| 2010年 | 《天生我裁》                   |          |
| 2012年 | 《追凶》                       | 惠       |

### 電影配音
| 年份   | 片名                 | 角色                 |
| 2019年 | 《武林怪獸》(粵語版) | 冷冰冰《郭碧婷飾演》 |

### 音樂錄像
| 年份   | 歌曲   | 收錄專輯                      | 備註         |
| 2013年 | 離人淚 | 張繼聰 2013年《火星文》專輯中 | 食為奴片尾曲 |

### 舞台劇
| 年份   | 劇名                 | 角色   |
| 2009年 | 《品香飯店》         | 鄧雯   |
| 2011年 | 《尋人啟事》         | 康紅   |
| 2011年 | 《撒嬌女王》         | Melody |
| 2016年 | 《偶然•徐志摩》      | 陸小曼 |
| 2017年 | 《我和春天有個約會》 | 鳳萍   |
| 2017年 | 《天虹戰隊》         | 老師   |
| 2018年 | 《紙飛機的天空》     | 法官   |

## 無綫月曆
| 年份                          | 月曆 |
| 2014年-10月- 主題：撞球       | 歐陽震華、關詠荷、米 雪、黎耀祥、陳慧珊、胡定欣、李施嬅等                                                                      |
| 2015年-9月-主題：《東坡家事》 | 歐陽震華、陳 煒、王浩信、黃心穎、陳山聰等                                                                                      |
| 2016年封面                    | 馬國明、王浩信、黃智雯、佘詩曼、黃心穎、邵美琪、黃智賢、薛家燕、劉 丹、黃德斌、張繼聰、陳智燊、陳 煒、麥明詩、龐卓欣、郭嘉文等 |

## 獎項記錄
| 年份   | 獎項                                                        | 結果 |
| 1989年 | 亞洲小姐競選亞軍                                            | 獲獎 |
| 1999年 | 亞洲電視最佳女主角                                          | 獲獎 |
| 1999年 | 亞洲電視十大最受歡迎藝員                                    | 獲獎 |
| 1999年 | 螢幕最有活力拍檔大獎（與尹天照）                            | 獲獎 |
| 2000年 | Starestnet.com-全港藝人網上投票榜冠軍最突出電視女演員前五名 | 獲獎 |
| 2000年 | 明周「演藝動力大獎」最突出電視女演員前五名                  | 獲獎 |
| 2004年 | 新城娛樂台點正娛樂黑白新視「角」嘉獎大典白‧ 演繹大獎        | 獲獎 |
| 2013年 | 壹電視大獎2013十大電視藝人－第六位                          | 獲獎 |

## 外部連結
- 萬綺雯在互联网电影资料库（IMDb）上的資料（英文）（英文）
- 萬綺雯的Facebook專頁

| 前任： 曾小燕 | 亞洲小姐競選亞軍 1989年 | 繼任： 施綺蓮 |